# Horsfieldia samarensis
Horsfieldia samarensis é uma espécie de planta da família Myristicaceae. É endêmica das Filipinas.